# Clydesdale Bank

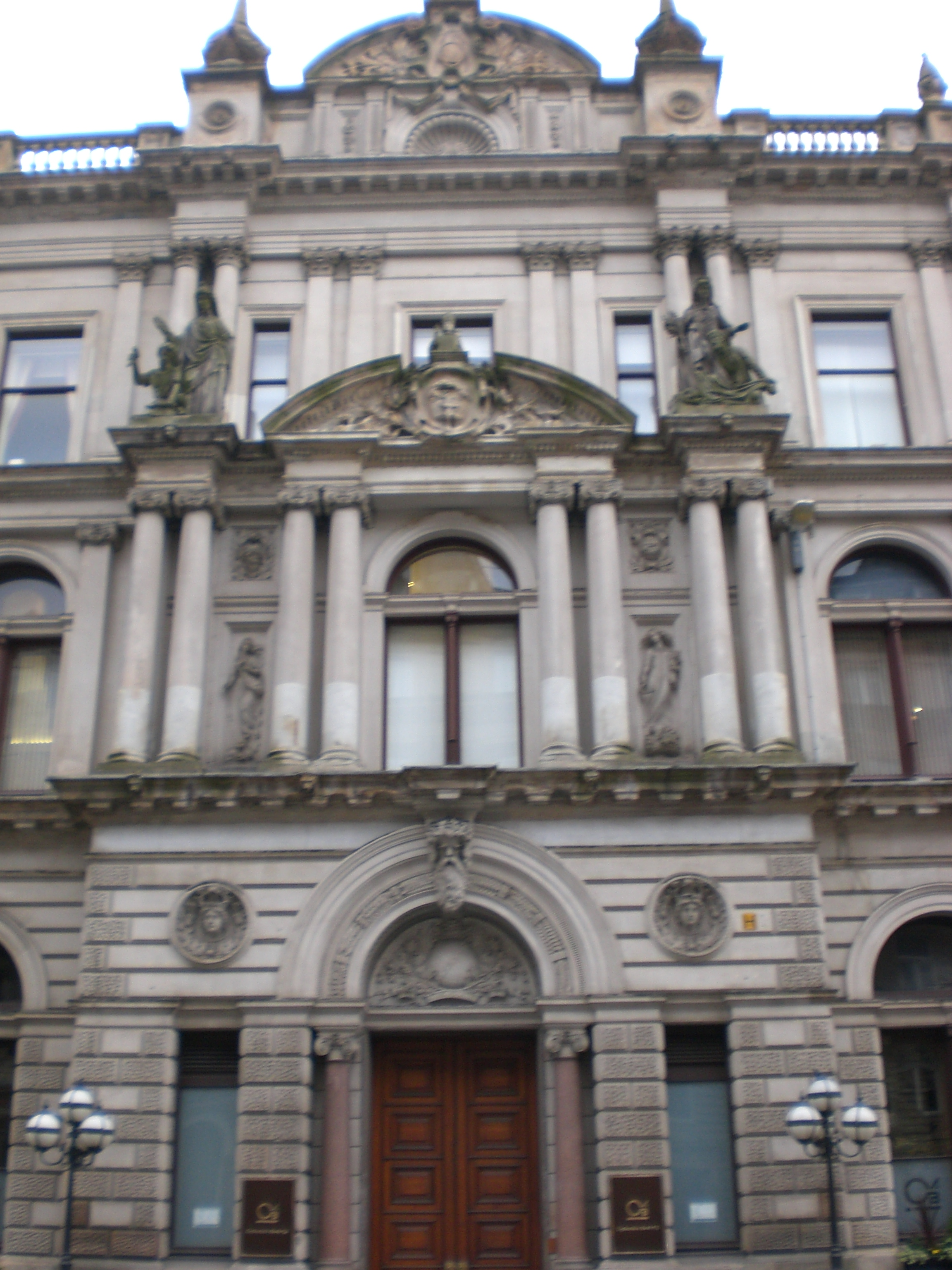
Hoofdkantoor van de Clydesdale Bank

De Clydesdale Bank is een Schotse bank waarvan het hoofdkantoor gevestigd is in Glasgow. De bank werd gesticht in 1838 en is sinds 2001 onderdeel van de National Australia Bank. De bank heeft zo'n 4.000 werknemers.
De Clydesdale Bank is een van de drie banken in Schotland die haar eigen bankbiljetten mag drukken. Een Clydesdalebiljet vertegenwoordigt een waarde in pond sterling en is een wettig betaalmiddel in Schotland. Er zijn biljetten van 5, 10, 20, 50 en 100 pond.
Yorkshire Bank is de Engelse dochteronderneming van Clydesdale Bank. Deze geeft geen eigen bankbiljetten uit.